# Сверхглубокие скважины
Программа бурения сверхглубоких скважин в СССР, а затем России — разработанный впервые в мире проект комплексного изучения литосферы Земли, получивший широкое практическое применение при добыче полезных ископаемых и изучении геологических процессов.
Строительство по всему Советскому Союзу сети параметрических скважин глубиной 2—3 км было предусмотрено программой, утверждённой в конце 1950-х годов. Согласно Соросовскому образовательному журналу, скважины проектной глубиной от 3 до 7 км в классификации называются глубокими, свыше 7 км — сверхглубокими. При этом индекс СГ (сверхглубокие) в СССР был присвоен и нескольким скважинам, которые проектной глубины не достигли (однако все они достигли глубины не менее 5 км); судя по названиям, существовали подобные случаи и в других странах.
В 1960—1962 годах была сформулирована первая в мире комплексная научно-техническая программа «Изучение недр Земли и сверхглубокое бурение». Она была проработана геологическими организациями и научными институтами и начала осуществляться с мая 1970 года, когда в Мурманской области в 10 км от города Заполярного началась проходка Кольской сверхглубокой скважины проектной глубиной 15 км. В 1991 году её бурение остановили на глубине 12 261 м, однако и по сей день (на 2025 год) она является самой глубокой в мире. Затем в 1977 году началось бурение Саатлинской скважины в Азербайджане проектной глубиной 11 км (реально пробурено 8324 м).
Для координации программы «Изучение недр Земли и сверхглубокого бурения» в 1986 году в Ярославле было создано государственное научно-производственное предприятие (ГНПП) «Недра». Под его руководством велось и продолжалось бурение 10 исследовательских скважин глубиной от 4 до 9 км. Параллельно бурение сверхглубоких скважин шло в США (Берта Роджерс), а в ФРГ несколько позже, в 1990—1994 годах, была пробурена скважина КТБ-Оберпфальц в Баварии глубиной 9101 м. Стоимость бурения сверхглубоких скважин относительно высока: так, на КТБ-Оберпфальц правительство ФРГ потратило 583 млн марок, а на американскую Берта Роджерс компания-разработчик (пробурившая её в поисках нефти, а не ради научных целей) — 15 млн долларов.
В Российской Федерации изучение и бурение сверхглубоких скважин стали частью Государственной сети опорных геофизических профилей, создаваемой с 1994 года.

## Проблемы сверхглубокого бурения

### Обычные и сверхглубокие
При бурении обычных скважин глубиной сотни метров находящийся сверху двигатель вращает колонну стальных труб, на нижнем конце этой колонны закрепляется буровая коронка, армированная твёрдыми сплавами или алмазами. При вращении вырезается цилиндрический столбик породы — керн, который периодически вынимают из внутренней (колонковой) трубы, поднимая всю колонну буровых труб на поверхность с помощью лебёдки, установленной на буровой вышке (для этого она должна быть достаточно высокой). При необходимости при подъёме колонны заменяется буровая коронка.
Если бурение производится без отбора керна, порода измельчается внутри системой из нескольких вращающихся твердосплавных конусов и выносится наверх вместе со специальным глинистым раствором, закачиваемым в скважину для придания устойчивости стенкам, охлаждения инструмента и т. д. Скважины с неустойчивыми стенками укрепляют стальными обсадными трубами на всём протяжении. В процессе бурения постоянно измеряются физические свойства пластов: температура, электропроводность, магнитная восприимчивость, радиоактивность. Этот процесс называют каротажем.
Для сверхглубокого бурения применяются нетрадиционные инженерные решения. Например, забойные двигатели — минитурбины или винтовые механизмы, устанавливаемые в нижней части буровой колонны и приводящиеся в действие нагнетаемым под давлением в скважину буровым раствором. Сама колонна скважины при этом не вращается. Для изготовления колонны, для уменьшения её веса, применяются специальные лёгкие, но прочные и термостойкие сплавы — алюминиевые (Кольская скважина) или титановые. Они могут быть в 2 и более раз легче стали.

### Физические проблемы и их решение
Первая из них — перепад между гидростатическим давлением столба бурового раствора и литостатическим (горным) давлением породы. Для его уравновешивания за счёт специальных наполнителей плотность бурового раствора увеличивают примерно до 2 г/см³.
Поскольку температура пласта на больших глубинах превышает 100—200 градусов, для работы на таких скважинах нужно особое оборудование: металлические детали и соединения, смазки, буровой раствор, специализированная измерительная аппаратура (обычная электроника отказывает уже при 150°С). Водные буровые растворы при температуре свыше 230—250°С теряют технологические свойства и их необходимо менять на растворы на нефтяной основе.
Большие технические трудности вызывает самопроизвольное искривление ствола скважин из-за геологических неоднородностей разреза и других причин. Так, забой Кольской скважины на глубине около 12 км отклонился от вертикали на 840 м. Германским специалистам при бурении КТБ-Оберпфальц благодаря применению специальных технических приёмов удержания скважины в вертикальном положении удавалось удерживать её вертикальность до глубины 7500 м, однако на этой глубине техника уже вышла из строя из-за высокой температуры и давления, поэтому на максимальной глубине 9101 м отклонение забоя от вертикали составило 300 м.
Расчётная скорость бурения сверхглубоких скважин составляет 1—3 метра в час. За один цикл спуско-подъёмных операций углубляются на 6—10 м. Средняя скорость подъема колонны буровых труб составляет 0,3—0,5 м/с. Не менее 10 % времени тратится на измерения в скважине, которые, собственно, и являются целью исследований. Извлеченные из толщи Земли керны диаметром от 5 до 20 см тщательно документируют и хранят в специальных помещениях. Их изучением впоследствии занимаются крупные научные коллективы. Так, материал, полученный при бурении КТБ-Оберпфальц, послужил основой для двух тысяч научных статей около 400 учёных.

### Осложнения при бурении[5]
Высокие температуры и аномальные давления в большинстве затрудняют детальные исследования, поскольку приборы попросту выходят из строя или теряются в забое.
Возникающие осложнения дифференцируются на две группы.
1) Осложнения из-за геологогеофизических особенностей разреза (высокие температуры и давления, наличие высокопроницаемых газоводоносных пластов, напряжённое состояние горных пород и анизотропия их физических свойств), которые затрудняют применение определенных буровых растворов, забойных двигателей, геофизических приборов.
2) Процессы и явления в ходе буровых работ на больших глубинах: разнонаправленные воздействия давления бурового раствора на стенки скважин при  спуско-подъёмных операциях и восстановлении циркуляции, увеличение времени взаимодействия раствора со стенками скважины и времени на промывку.
Сочетание тех и других факторов увеличивает срок  строительства скважин и опасность дифференциальных прихватов, так как контролировать перепад давлений в системе скважина—пласт и толщину глинистой корки в забойных условиях весьма затруднительно.

## Научные результаты
Геологический разрез, прогнозировавшийся перед бурением сверхглубоких скважин, ни в одном случае не был подтверждён полностью, а в некоторых случаях расхождения в прогнозе и реальности были радикальными. Учёные считают, что современные знания о глубинном строении континентальной земной коры остаются приблизительными, что ещё раз подтверждает необходимость создания глубоких научных скважин.
Так, при бурении Криворожской скважины предполагалось, что железистые кварциты, выходящие на поверхность в виде полосы протяженностью около 120 км, погружаются до глубины 6—8 км, а затем, изгибаясь, снова выходят на поверхность, и можно рассчитать, где именно, чтобы продолжить разработку железной руды на доступных для этого глубинах. На деле, в глубине железорудного бассейна была обнаружена не одна изогнутая складка, а серия параллельных наклонных пластов, уходящих на глубину более 10 км.
Результаты сверхглубокого бурения помогли получить новые данные для интерпретации геофизических данных о строении литосферы, а также переосмыслить общие условия формирования глубинной гидросферы Земли и объяснить явления, ранее остававшиеся необъяснимыми: появление глубинных зон избыточного давления, не соответствующего весу вышележащих пород, противодействие глинистых толщ уплотнению при их погружении на большие глубины, когда они превращаются из традиционных малопроницаемых водоупоров в пористые коллекторы нефти и газа. Этот последний фактор помог понять механизм формирования глубоких залежей нефти: сначала на Саатлинской скважине было установлено, что подземные воды могут проникать в изначально сухие кристаллические породы из перекрывающих осадочных толщ (механизм нисходящей фильтрации), а затем на Тюменской на глубинах от 6424 м до забоя были вскрыты очень пористые и микротрещиноватые слои базальтов, аналогичных по возрасту и составу породам, обнаженным на поверхности в Восточной Сибири. При температуре 60—100°С химически и физически связанная вода и другие летучие соединения переходят в свободное состояние с образованием гидроразрывов и частичным растворением горных пород. Выделявшаяся при уплотнении вышележащих осадочных толщ вода вступала во взаимодействие с подстилающими сухими базальтами так, что в конце концов они превратились в проницаемые глубинные коллекторы, благоприятные для накопления газоконденсатных и газовых залежей.
Выяснилось также, что руды могут залегать на весьма большой глубине — например, на Кольской скважине на глубине около 10 км были обнаружены аномально высокие содержания золота и серебра, что показало: процессы геохимической миграции с образованием месторождений руд протекают не только вблизи поверхности Земли. Это показали и результаты геологоразведки, а затем глубокого бурения вблизи крупнейшего в мире золоторудного месторождения Мурунтау в пустыне Кызылкум: промышленное золотое оруденение было прослежено там до глубины 1100 м, а запасы золота на глубоких горизонтах можно оценить в 3 тыс. т, хотя пока нельзя признать их извлекаемыми.
Бурение Воротиловской глубокой скважины было предпринято не только для выяснения картины образования Пучеж-Катунского кратера, образовавшегося в результате падения метеорита 200 млн лет назад, но и для уточнения информации о фундаменте Уральского подвижного пояса.
Теплофизические измерения в глубоких и сверхглубоких скважинах помогли понять распределение температур и величину глубинного теплового потока, который значительно превысил оценки, полученные экстраполяцией данных по приповерхностной зоне. Например, температура забоя в Кольской скважине почти вдвое превысила расчётную: 212 градусов вместо 120, что связывается с влиянием выявленных там радиоактивных пород на большой глубине.

## Сверхглубокие скважины в CCCP
| Название скважины                   | Код   | Расположение                                                              | Осложнения | Годы бурения | Глубина, метров | Глубина (план) |
| ----------------------------------- | ----- | ------------------------------------------------------------------------- | --- | ------------ | --------------- | -------------- |
| Аралсорская сверхглубокая           | СГ-1  | Прикаспийская низменность                                                 | Хотя открытый ствол скважины в интервале 6000—6806 м был успешно закреплён обсадной колонной диаметром 127 мм, при подготовке к дополнительному креплению верхней части ствола произошло нарушение установленной колонны со смещением, после чего бурение прекратили. | 1962—1971    | 6806            |                |
| Биикжальская сверхглубокая          | СГ-2  | Прикаспийская низменность                                                 | | 1962—1971    | 6700            |                |
| Кольская сверхглубокая              | СГ-3  | Мурманская область, 10 км к западу от г. Заполярный (Балтийский щит).     | Искривление ствола, повышенная дробимость керна (самозаклинивание), кавернообразование | 1970—1990    | 12262           | 15000          |
| Уральская сверхглубокая             | СГ-4  | Свердловская область, 5 км к западу от г. Верхняя Тура                    | Искривление ствола, осыпи, обвалы | 1985—2004    | 6015            | 15000          |
| Тимано-Печорская сверхглубокая      | СГ-5  | Республики Коми, Вуктыльский район                                        | Искривление ствола | 1984—1993    | 6904            | 7000           |
| Тюменская сверхглубокая             | СГ-6  | Западная Сибирь, посёлок Коротчаево (70 км к востоку от г. Новый Уренгой) | Искривление ствола, осыпи, обвалы, кавернообразование, прихваты бурового инструмента | 1987—1996    | 7502            | 8000           |
| Криворожская сверхглубокая          | СГ-8  | Украина, в районе г. Кривой Рог (Украинский щит)                          | | 1984—1994    | 5432            | 12000          |
| Днепровско-Донецкая сверхглубокая   | СГ-9  | Восточная Украина                                                         | | 1983—н/д     | 5691            | 8000           |
| Мурунтауская сверхглубокая скважина | СГ-10 | Узбекистан, в районе посёлка Мурунтау                                     | | 1984—н/д     | 3000            | 7000           |
| Саатлинская сверхглубокая           | СГ-1  | Азербайджан, 10 км от г. Саатлы (Куринская впадина)                       | | 1977—1982    | 8324            | 15000          |
| Шевченковская-1                     |       | Карпатский регион (Западная Украина)                                      | | 1982-н/д     | 7520            |                |
| Ново-Елховская сверхглубокая        |       | Татарстан                                                                 | | 1988-н/д     | 5881            | 7000           |
| Воротиловская глубокая скважина     |       | Нижегородская область, центр Пучеж-Катунского кратера                     | | 1989-1992    | 5374            |                |

## Сверхглубокие скважины в России
Постановление Комитета РФ по геологии и использованию недр № 195 от 18.11.1994 стало точкой отсчёта для создания Государственной сети опорных геофизических профилей, параметрических и сверхглубоких скважин на территории основных минерально-сырьевых провинций России как основы работ общегеологического и специального назначения. С момента его принятия возобновились научно-практические исследования как на континенте, так и на акваториях Баренцева, Карского, Восточно-Сибирского и Охотского морей, в глубоководной части Северного Ледовитого океана. Создаваемая Государственная сеть опорных профилей реализуется как взаимоувязанный каркас протяжённых (более тысячи километров) глубинных профилей, опирающихся на глубокие и сверхглубокие скважины и охватывающих всю территорию России на суше и на водах (в том числе внутренних).
Необходимость продолжения исследовательских работ на сверхглубоких скважинах диктуют и потребности современной экономики России как нефте- и газодобывающей страны. До сих пор при освоении месторождений ограничиваются относительно небольшими глубинами. А чтобы осваивать новые горизонты, необходимо исследовать и решить множество технико-технологических проблем, особенно научиться предупреждать осложнения при вскрытии глубокозалегающих горизонтов, прогнозировать проходку скважин и научиться предупреждать аварийные ситуации.
| Название скважины                           | Код   | Расположение | Годы бурения       | Длина скважины, метров | Примечания                                        |
| ------------------------------------------- | ----- | --- | ------------------ | ---------------------- | ------------------------------------------------- |
| Ен-Яхинская сверхглубокая скважина          | СГ-7  | Западная Сибирь, 150 км к северу от г. Новый Уренгой. Пробурена с целью изучения запасов газа и нефти. В ходе работ возникали искривление ствола, осыпи, обвалы, прихваты. После окончания работ скважина демонтирована и рекультивирована. | 2000—2006          | 8250                   | план 6900                                         |
| Одопту                                      | ОР-11 | Месторождение Одопту, разрабатываемое Exxon Neftegas. Рекорд по протяженности горизонтального ствола — 11 475 метров. Скважина была построена всего за два месяца, длина 12 345 м достигнута в январе 2011 года. | 2010-2011          | 12 345                 | Мировой рекорд по отходу забоя от вертикали       |
| Чайво                                       | Z-44  | Буровая платформа «Роснефти» «Орлан» на шельфе Сахалина. Скважина сверхсложной категории: индекс DDI (Directional drilling index) — 8,0 пунктов, отход от вертикали (ERD — extended reach drilling) составляет 14 129 м. Вертикальную глубину оценить сложно, но она составляет не более 1 км                                                                   | 2017               | 15000                  | Новый мировой рекорд по отходу забоя от вертикали |
| Янгиюганская параметрическая скважина       | 45808 | п. Янгиюган, Полярный Урал, Ямало-Ненецкий автономный округ | 2009-2011 (1 этап) | 2500                   | план 4000                                         |
| Чумпаловская 1                              |       | Прохладненский район Кабардино-Балкарской республики. Для бурения разработан специальный буровой раствор, выдерживающий высокие температуры и давление и позволяющий пройти отложения солей, гипса и выдержать попадание всех потенциальных загрязнителей. Технология не имеет аналогов в мире. Скважина будет самой глубокой на российской территории Кавказа. | 2018-2020          | 4850 (1 этап)          | план 6250                                         |
| Колвинская глубокая параметрическая         |       | Ненецкий автономный округ, вблизи г.Нарьян-Мара. Позволила установить низкую перспективность глубокого бурения для добычи нефти, так как на глубине свыше 6 км она начинает термально разрушаться. |                    | 7057                   |                                                   |
| Новоякимовская параметрическая скважина N 1 |       | Южный склон Новоякимовского поднятия, Красноярский край, Забайкалье. | 2019- наст.вр.     | 1600 (1 этап)          | план 5000                                         |

Также к 2016 году были завершены работы по бурению Тырныаузской (4001 м), Северо-Молоковской (3313 м), Воронежской (3000 м) и Онежской (3500 м) параметрических скважин.
Несмотря на поставленные в России новые мировые рекорды по длине скважины, рекорд по глубине остаётся у Кольской сверхглубокой.

## Сверхглубокие скважины в других странах
- 20 февраля 2025 года в Таримском бассейне Китая была пробурена вертикальная скважина «Шэньдитакэ-1» (кит. упр. 深地塔科1井) глубиной 10 910 м, став второй в мире по глубине вертикальной скважиной после Кольской сверхглубокой. При этом на такой глубине обнаружена нефть и началось её исследование, бурение велось автоматически, рекордно быстрыми темпами: около 50 дней до глубины 5500 м, далее ещё около 220 дней до глубины 10000 м и ещё около 300 дней до глубины 10910 м. Для научного изучения получен керн длиной около 10 км, поскольку бурение было колонковым[19].
- Берта Роджерс, США. Годы бурения 1973—1974 (502 дня). Глубина 9583 м., нефтегазоносный бассейн Анадарко в штате Оклахома, стоимость 15 млн долларов[20].
- Бейден-Юнит, США. 1970-71 годы (545 дней). Глубина 9159 м., там же, стоимость 6 млн долларов. На скважину ушло 1,700 тонн цемента, 150 алмазных буров.
- КТБ-Оберпфальц, Бавария, Германия. Годы бурения 1990—1994. Глубина 9101 м[21][22].
- В китайской провинции Сычуань нефтяная скважина Pengshen-6 близ города Мяньян достигла в июле 2021 года глубины 9026 м и стала самой глубокой вертикальной скважиной в Азии [23].
- Юниверсити, США. Глубина 8686 м.
- Цистердорф UT1A, Австрия. Глубина 8553 м. Работы велись в 1977 году в районе венского нефтегазоносного бассейна, где имелось несколько небольших месторождений нефти. На глубине 7544 м были обнаружены неизвлекаемые запасы газа, но в этот момент первая скважина обрушилась, и компании OMV пришлось бурить вторую, в которой углеводородов вообще не нашли[20].
- Бигхорн Вайоминг, США. Глубина 7583 м.
- Тасым Юго-Восточный-1 Атырау, Казахстан. Глубина 7050 м[24].
- Сильян Ринг, Швеция. Глубина 6800 м. В конце 1980-х годов здесь искали месторождение природного газа небиологического происхождения, но ничего не нашли[20].
- BD-04A, Катар, нефтяное месторождение Al-Shaheen. Май 2008 года, бурение завершено за 36 дней[20]. Глубина 12 289 м, протяжённость горизонтального ствола скважины 10 902 м[3].

В странах Запада ведутся исследования для повышения эффективности сверхглубокого бурения. Новые буровые растворы разрабатывают с использованием нанотехнологий (PYRODRILL, CARBO-DRILL, MAGMA-TEQ и др.), производятся устойчивые лёгкие буровые трубы с применением титановых сплавов, новые модификации долот PDC. Среди инновационных способов бурения рассматривается бесконтактное разрушение пород плазмой. В США для этого в 2003 году принята национальная программа «DeepTrek», одним из инструментов которой является использование космических технологий в сверхглубоком бурении.

## В культуре
- Артур Конан Дойль. «Когда Земля вскрикнула».